# Chang Sellés Ogino
José Sellés Ogino (14 de enero de 1913 - 1989). más conocido como Chang Sellés, aunque algunos historiadores escriben erróneamente su nombre como Vicente Selles Ocino, fue piloto del 1.er escuadrón de la Segunda República Española y sargento en las unidades republicanas durante la Guerra Civil Española.

### Guerra Civil Española
Entró en combate inmediatamente tras el inicio de la guerra, y después de septiembre de 1936 se especializó en el pilotaje de aviones soviéticos más modernos como el Polikarpov I-15 (Chato). Intervino en varias operaciones, como el ametrallamiento de la fábrica de gases y productos químicos La Marañosa, o en combates aéreos con los primeros escuadrones organizados por los rusos para defender Madrid del bombardeo de los Junkers-52 franquistas, y en otras misiones de combate, generalmente duelos contra aviones alemanes e italianos.

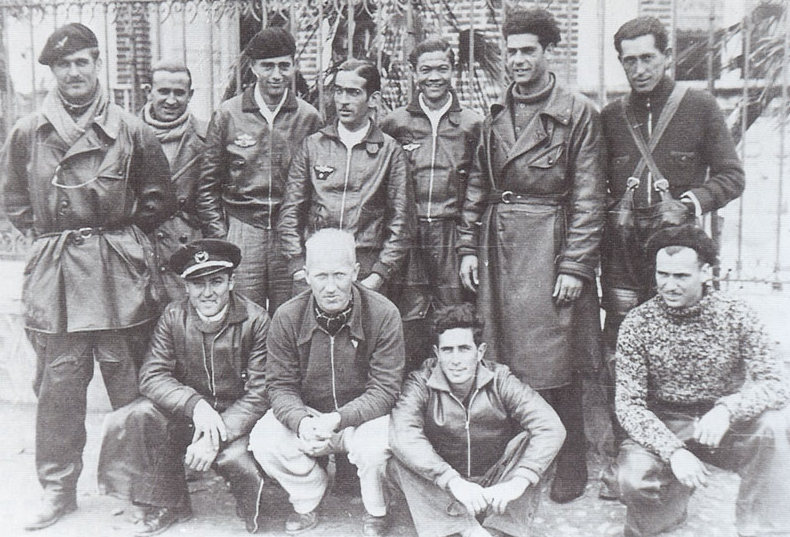
Miembros de la «escuadrilla Lacalle», febrero-marzo de 1937.

Fue ascendido a sargento el 12 de noviembre de 1936 (GR 6 del 06.01.1937) cuando Andrés García Lacalle fue ascendido a capitán y tomó el mando del 1.er Escuadrón de Combate llamado 'Escuadrón Lacalle', compuesto de 25 aviones divididos en 6 grupos de 4. En enero de 1937, uno de estos grupos estaba formado por pilotos norteamericanos (la ‘Patrulla Americana’), que se componía de Chang Sellés Ogino, Frank Glasgow Tinker, Harold Evans Dahl y Jim Allison, aunque este último dejó de pertenecer al mismo y al final el trío Chang-Tinker-Dhul eran los únicos miembros del grupo.
Chang Sellés entró a formar parte del "escuadrón americano" (que formaba parte de la "Abraham Lincoln Brigade"), debido a la baja de un anterior piloto norteamericano y como Chang hablaba perfectamente inglés, español y japonés, lo pusieron con los norteamericanos. Debido a esto y a su apodo, muchos historiadores se han confundido y hablan de él como si fuese un mercenario norteamericano e incluso chino, cuando en realidad era japonés con nacionalidad española.
En su escuadrilla Chang era muy apreciado por ser muy divertido y por sus peculiaridades, por ejemplo su entonces Capitán Lacalle, en su libro afirma que "Era un gran muchacho, él más simpático de todos". También inventó la canción de la Escuadrilla, copiando la música de una popular canción francesa de la época de la Primera Guerra Mundial. Según el capitán Lacalle, le ayudaba todas las mañanas a despertar a la Escuadrilla tocando el ukelele.
En la primera edición del libro "La guerra de España desde el aire" (1970) de Jesús Salas Larrazábal, escribió que Chang fue fusilado. En la siguiente edición del libro (enero 1972), aclaró que no fue fusilado y el error se debió al compañero de Chang, el piloto norteamericano Tinker, que así lo dijo en su autobiografía (no pudo corregir su error ya que se suicidó en 1939). Libros posteriores sobre el tema, como "Las brigadas internacionales de la guerra de España" (1975) de Andreu Castells Peig, o "1936, la maldonne espagnole" de Léo Palacio siguen repitiendo el dato original de Tinker sin comprobar que Chang Sellés Ogino no fue ningún espía y que vivió hasta la década de los 90. Aunque también hay quién dice (falsamente) que murió en Brunete (Madrid).